# هوراسيو كاسكو
هوراسيو كاسكو (1886 – 1931) هو مبارز بالسيف أرجنتيني راحل، مثّل بلاده في الألعاب الأولمبية الصيفية 1924.

## روابط رياضية
هوراسيو كاسكو على موقع أوليمبيديا (الإنجليزية)